# Raoul (évêque de Bethléem)
 (juin 2025).
Pour les articles homonymes, voir Raoul.
Raoul, dit également Raoul l'Anglais, mort en 1174, était évêque de Bethléem dans le royaume croisé de Jérusalem à la fin du XIIe siècle. Il fut également nommé chancelier du royaume de Jérusalem.

## Biographie
Le chroniqueur Guillaume de Tyr mentionne expressément Raoul comme étant Anglais. On ne sait rien de lui avant le 20 février 1146, date à laquelle il apparaît pour la première fois dans une charte comme chancelier du royaume de Jérusalem sous le roi Baudouin III de Jérusalem. Raoul jouissait de la faveur du jeune roi, de sa mère Mélisende et de la Haute cour.
Le 25 janvier 1147, le siège de Tyr devint vacant à la suite de l'élection de l'archevêque Foucher d'Angoulême au patriarcat de Jérusalem, et, grâce à l'influence du roi, Raoul obtint l'archevêché, qu'il conserva au moins jusqu'au 22 juin 1150. Certains évêques, cependant, firent appel de cette élection auprès du pape, et, bien que Raoul restât en possession de l'archevêché pendant deux ans, le pape Eugène III finit par se prononcer contre lui.
En 1153 ou 1154, lorsque Renaud de Châtillon fit emprisonner le patriarche d'Antioche, Raoul fut envoyé par le roi Baudouin pour s'entretenir avec lui.
Au début de l'année 1156, Raoul fut élu évêque de Bethléem, selon Guillaume de Tyr, grâce à la faveur de son compatriote Adrien IV. Son élection eut lieu avant le 7 juin 1156 et sa consécration entre cette date et le 2 novembre de la même année. Comme c'était la coutume au royaume de Jérusalem, Raoul conserva la chancellerie après sa promotion à l'évêché, et son nom apparaît fréquemment dans les documents officiels jusqu'à sa mort. En 1158, il se joignit à d'autres évêques pour protester contre l'élection d'Amaury de Nesle comme patriarche de Jérusalem. En 1167, il accompagna le roi Amaury Ier de Jérusalem dans sa campagne d'Égypte, mais fut grièvement blessé et perdit tous ses bagages lors d'une bataille dans le désert.
Vers la fin de 1168, le comte Guy de Nevers fit don à Raoul de l'église et des revenus de Clamecy, près de Nevers, en France. Raoul l'accompagna à son retour entre octobre 1168 et janvier 1170. En février ou mars de cette même année, Raoul se trouvait à Pontoise, s'efforçant de réconcilier Henri II et Thomas Becket. Raoul profita de sa visite pour aider l'ambassadeur d'Amaury Ier, Frédéric de La Roche, à solliciter l'aide d'Henri II et de Louis VII pour le royaume de Jérusalem. Il prit également part au mouvement en 1169 qui força le maître du temple Philippe de Milly à démissionner.
Avant la fin de l'année 1170, Raoul retourna en Terre sainte et fut aux côtés d'Amaury Ier au sauvetage de Darum. En 1171, alors que le roi était absent dans le nord, il accompagna le connétable Onfroy II de Toron au sauvetage de Kerak où il porta la Sainte Croix.
Il mourut au printemps 1174, la même année que le roi Amaury Ier, et fut enterré dans la salle capitulaire de Bethléem. Le dernier document où son nom apparaît est daté du 18 avril 1174. Une inscription à Bethléem indique que les mosaïques de l'église de la Nativité furent réalisées en 1169, pendant son épiscopat.
Guillaume de Tyr, lorsqu'il relata l'intrusion de Raoul dans l'archevêché de Tyr, parle de lui comme d'un homme beau et instruit, mais trop mondain. Lors de l'enregistrement de sa mort, Guillaume l'appelle « venerabilis dominus Radulphus felicis memoriæ... vir Liberalis et benignus admodum ».